# Олександропіль (Славгородська селищна громада)
Олександро́піль — село в Україні, у Славгородській селищній територіальній громаді Синельниківського району Дніпропетровської області. Населення за переписом 2001 року становить 56 осіб. 

## Історія
7 (20) листопада 1917 року, відповідно до Третього Універсалу Української Центральної Ради, увійшло до складу Української Народної Республіки.
До 2017 року орган місцевого самоврядування - Варварівська сільська рада.
12 червня 2020 року, відповідно до розпорядження Кабінету Міністрів України № 709-р від «Про визначення адміністративних центрів та затвердження територій територіальних громад Дніпропетровської області», увійшло до складу Славгородської селищної громади.
19 липня 2020 року, в результаті адміністративно-територіальної реформи та ліквідації   Синельниківського (1923—2020) району, село увійшло до складу новоутвореного Синельниківського району.

## Географія
Село Олександропіль знаходиться на правому березі річки Плоска Осокорівка, вище за течією на відстані 0,5 км розташоване село Андріївка, нижче за течією місце впадіння річки Осокорівка на протилежному березі якої розташоване село Воронове. Поруч проходить автомобільна дорога М18 (E105).

## Релігія
У селі розташований Храм Святого апостола Андрія Первозванного.

## Відомі люди
У селі народився радянський політв'язень Григорій Андрійович Приходько.

## Інтернет-посилання
- Погода в селі Олександропіль